# Farzana Nawabi

Farzane Nawabi  (Kabul, 2001) es una actora afgana. 

## Biografía
Farzane Nawabi nació en una familia de artistas, su padre también fue uno de los actores del cine afgano comenzó su primer largometraje en la tercera línea y brilló de la misma manera hasta interpretar un papel en la primera película de Enmascarado que se hizo en Canadá y Afganistán en 2015.También actuó en una película escrita por el destacado director afgano Roya Sadat . En 2014, desempeñó un papel clave en la película Mina Sargardan,dirigida por Youssef Berehki y estrenada. 
Una de sus películas fue Enmascarado. amor errante Es una carta al presidente y la serie de tercera línea y la serie Red Sally y la serie Shahrabano. Tras la caída de Afganistán en 1400 por los talibanes, abandonó Afganistán y se refugió en Francia con su familia.
En varios de sus vídeos en su página de YouTube , calificó de tarea difícil estar en Francia e inmigrar a otro país lejos de su tierra natal.

### Cinematografía
- Una carta al presidente
- Amor errante
- Enmascarado
- La serie de tercera línea.
- Suelo y cora

## Premios y reconocimientos
Ganadora del Premio del Festival Nacional Kabul Lajur 